# Cháy rừng Nam California tháng 12 năm 2017
Một loạt 25 vụ cháy rừng xảy ra tại Nam California vào đầu tháng 12 năm 2017. Sáu trong số các vụ hỏa hoạn đã dẫn đến tình trạng sơ tán đông người và thiệt hại tài sản. Các vụ hỏa hoạn đã làm gián đoạn giao thông, đóng cửa trường học, ô nhiễm không khí ở mức độc hại, mất điện trên diện rộng, và đã khiến cho hơn 212.000 người dân phải di tản. Đến nay, toàn bộ 25 vụ cháy rừng đã xảy ra trên 297,000 mẫu Anh (1 km2). Cho đến nay, đám cháy lớn nhất là đám cháy Thomas, bao trùm một diện tích đến 270,000 mẫu Anh (1,09265 km2). Vào ngày 5 tháng 12, Thống đốc bang Jerry Brown tuyên bố tình trạng khẩn cấp đối với Ventura và quận Los Angeles, tiếp theo là quận San Diego vào ngày 7 tháng 12. Tổng thống Hoa Kỳ Donald Trump sau đó tuyên bố tình trạng khẩn cấp trên toàn tiểu bang California vào ngày 8 tháng 12.
Sự bùng phát các vụ cháy rừng này còn trở nên trầm trọng hơn bởi gió Santa Ana mạnh mẽ và kéo dài bất thường, và một số lượng lớn thảm thực vật khô do lượng mưa thấp đã làm vụ cháy nghiêm trọng hơn. Các chuyên gia dự đoán sẽ phải chi phí ít nhất hàng tỷ đô la để chi trả cho các khoản bảo hiểm tài sản.

## Tác động
Vụ cháy rừng xảy ra vào tháng 12 năm 2017 đã ảnh hưởng đến một khu vực rộng lớn và gây ra nhiều tổn thất về tài sản. Thêm vào đó, các vụ cháy rừng đã buộc hơn 212.000 cư dân phải sơ tán nhà cửa.
Thống đốc California Jerry Brown tuyên bố tình trạng khẩn cấp tại các quận Ventura và Los Angeles vào ngày 5 tháng 12, và Quận San Diego ngày 7 tháng 12. Thị trưởng Los Angeles Eric Garcetti tuyên bố tình trạng khẩn cấp cho thành phố vào ngày 6 tháng 12. Tổng thống Hoa Kỳ Donald Trump tuyên bố tình trạng khẩn cấp cho bang California vào ngày 8 tháng 12.

## Tử vong
Cho đến nay, đã có 1 thường dân thiệt mạng, một người phụ nữ 70 tuổi, Virginia Pesola, từ Santa Paula. Ngoài ra, Cory Iverson, một lính cứu hỏa, đã thiệt mạng trong khi đang tham gia dập lửa trong vụ cháy Thomas. "Đây là một lời nhắc nhở bi thảm về công việc nguy hiểm mà các nhân viên cứu hỏa của chúng tôi làm hàng ngày", giám sát rừng quốc gia Los Padres Teresa Benson phát biểu. "Vụ cháy Thomas có nhiều điều kiện chưa từng có và phức tạp thách thức công việc cứu hỏa vốn đã rất khó khăn." 